# Rubus liboensis
Rubus liboensis är en rosväxtart som beskrevs av T.L. Xu. Rubus liboensis ingår i släktet rubusar, och familjen rosväxter. Inga underarter finns listade i Catalogue of Life.